# Iglesia de Santa Rosalía (Palestrina)
Santa Rosalía es una iglesia católica romana en Palestrina, cerca de Roma. se encuentra en Via Barberini en el centro de la ciudad de Palestrina, que  pertenece a la ciudad metropolitana de Roma. Construida como capilla familiar, sigue siendo de propiedad privada. Sirvió como lugar de enterramiento de importantes miembros de la Casa de Barberini.

## Historia
Fue encargada por Taddeo Barberini (1603-1647), jefe de la influyente y rica familia Barberini. Fue proyectada por el arquitecto Francesco Contini (1599-1669), fue terminado bajo Maffeo Barberini (1630-1685), la consagración tuvo lugar el 7 de agosto. noviembre de 1660. La patrona de la iglesia, Rosalía, fue considerada patrona de los Prenestini, los habitantes de Palestrina, durante la epidemia de peste de 1656.

## Descripción

### Exterior
De doble torre, está situada entre los edificios que la flanquean, el Santuario de la Fortuna Primigenia y el Palacio Barberini, con los que forma un semicírculo.

### Interior
Sigue un programa constructivo de orientación central con cornisa corrida, muros de mármol multicolor, bóveda de crucería doble, así como decoraciones de mármol multicolor y esculturas monumentales en el coro. El grupo de la Piedad, denominado 'grupo de Palestrina', se colocó en una capilla en forma de nicho detrás de la sacristía (donde se guardan las tumbas). Una escultura posterior atribuida a Miguel Ángel se encuentra ahora en la Galleria dell'Accademia, Florencia.

### Tumbas
En el diseño de las tumbas – a la derecha la del príncipe Taddeo Barberini (1603-1647), a la izquierda la de su hermano el cardenal Antonio Barberini (1607-1671) – el escultor, tomando elementos de la forma de Bernini, mezcló las figuras geométricas del triángulo (sostenido como una especie de pirámide en giallo antico, "mármol de oro antiguo" y descansando sobre patas de león) y del círculo (como un medallón en mármol gris con bustos de difuntos) en una composición que parece estática en su concentración en los dos retratos, pero animada por figuras de ángeles que parecen escribir el epitafio en la tumba de Antonio y tocar la trompeta en la tumba de Taddeo. Forman elementos formales típicos del barroco que están, por así decirlo, congelados en el momento de la acción. Las ricas cortinas, los mechones de cabello, alas y plumas despeinados pero armoniosos en una representación detallada y el diseño suave de las figuras. – todo ello unido a un sistema de iluminación que destaca en la disposición estrictamente geométrica de las paredes de mármol multicolor.